# Sauvage
Salvaje (Salvaje) es una película dramática francesa escrita y realizada por el director Camille Vidal-Naquet, Lanzada en 2018, se trata de su primer largometraje.

## Trama
Para tener dinero en el bolsillo, un joven de veintidós años se prostituye en una calle por la cual pasan hombres en busca de sexo, y rápidamente decide aventurarse por otras calles de la ciudad. El actor Félix Maritaud actúa su personaje de Leo de una manera muy convincente, y a la vez que vende su cuerpo, también está apasionadamente enamorado de un compañero, trabajador sexual como él. La película tiene un tono lúdico, y a veces cruel. Sin juicios morales, al final se enfoca más en un viaje íntimo. Durante el Festival de Cannes la película causó impacto pues contiene escenas de sexo explícito, lo cual llevó a algunos espectadores a salir de la sala.

### Ficha técnica
- Título original: Salvaje[9]
- Título internacional: Savage
- Realización y guion: Camille Vidal-Naquet
- Decoraciones: Charlotte Casamitjana
- Vestuario: Julie Ancel
- Fotografía: Jacques Girault
- Sonido: Julien Roig, Jérémie Vernerey y Benjamin Viau
- Montaje: Elif Uluengin
- Música: Romain Trouillet
- Producción: Emmanuel Giraud y Marie Suena-Jensen
- Sociedades de producción: Las Películas de la Croisade y Vía Láctea
- Sociedad de distribución: Pirámide Distribución
- País de origen: Francia
- Idioma original: francés
- Formato: color
- Género: drama
- Duración: 99 minutos
- Clasificación: Prohibida para menores de 16 años (Francia)
- Fechas de estreno: El 10 de mayo de 2018 en el Festival de Cannes, y el 29 de agosto en cines de toda Francia.

## Personajes
- Félix Maritaud en el Festival de CannesFélix Maritaud como Léo
- Éric Bernard como Ahd.
- Nicolas Dibla como Mihal.
- Philippe Ohrel como Claude.
- Marie Seux como la mujer médica.

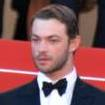
Félix Maritaud en el Festival de Cannes

- Lucas Bléger como el hombre discapacitado.
- Lou Ravelli como Ana.
- Nicolas Fernandez como El cliente con piercing 1.
- Nicolas Chalumeau como El cliente con piercing 2.[10]

## Recepción
Festival y lanzamiento
Sauvage fue seleccionada para la "Semaine de la critique" (semana de la crítica) y estuvo en competencia por la Caméra d'Or y la Queer Palm (premio que se otorga al cine LGBT que participa en el Festival de Cannes). La película se exhibió el 10 de mayo de 2018 en el Festival, y su lanzamiento nacional se programó para el 29 de agosto de 2018 en Francia.

## Distinciones

### Reconocimientos
- Festival de Cine de Cannes 2018: Premio Louis Roederer por revelación del año para Félix Maritaud
- Festival de cine francófono de Angulema 2018: Premio Valois como mejor actor para Félix Maritaud
- Encuentros In & Out 2018: Anfiteatro de mejor interpretación y Premio KLM  en el Festival de Cine Gay de Ámsterdam.

### Nominaciones
- El director Camille Vidal-Naquet fue nominado en la categoría mejor ópera prima, en los Premios César 2019 del cine francés.